# Haute école spécialisée bernoise
La Haute école spécialisée bernoise (BFH, allemand : Berner Fachhochschule ; anglais : Bern University of Applied Sciences) est une haute école orientée vers l’application au rayonnement national et international. Elle se compose de six départements et de l’École supérieure du Bois, rattachée au département Architecture, bois et génie civil.

## Sites
Actuellement, la BFH est répartie sur 26 sites dans les villes de Berne, Bienne, Burgdorf, Macolin et Zollikofen. En 2012, le Grand Conseil du canton de Berne a décidé de concentrer les départements Architecture, bois et génie civil et Technique et informatique sur un campus à Bienne. La mise en fonction du campus de Biel/Bienne est prévue pour l’automne 2023,. Un regroupement des départements Santé, Travail social et Gestion et de la Haute école des arts de Berne sur un campus commun à Berne est planifié pour l’automne 2026.

## Départements
La Haute école spécialisée bernoise se compose des départements suivants :[3]
- Architecture, bois et génie civil, auquel est rattaché l’École supérieure du Bois
- Haute école des sciences agronomiques, forestières et alimentaires (HAFL)[4], sise sur le campus de Zollikofen[5], préparant entre autres au diplôme de Bachelor of Science (BSc) en sciences forestières[6]
- Haute école des arts de Berne
- Technique et informatique
- Gestion, santé, travail social
- Haute école fédérale de sport de Macolin (HEFSM)

Outre les filières de bachelor et de master, l’offre de la BFH comprend des formations continues, des activités de recherche appliquée et développement et des prestations de services.
La BFH propose plusieurs filières d’études uniques en Suisse alémanique et, pour certaines, à l’échelle du pays : sport, agronomie, sciences forestières, technique du bois, technique automobile, nutrition et diététique, mais aussi écriture littéraire et informatique médicale.

## Évolution du nombre d’étudiants
Le tableau suivant illustre l’évolution du nombre d’étudiants à la Haute école spécialisée bernoise depuis sa création en 1997.
| Année1 | Études de bachelor | Études de master | Filière de diplôme2 | Formation Continue3 | Total |
| ------ | ------------------ | ---------------- | ------------------- | ------------------- | ----- |
| 1997   |                    |                  |                     |                     | 800   |
| 2000   |                    |                  |                     |                     | 4 190 |
| 2005   |                    |                  | 3 893               | 940                 | 4 831 |
| 2006   |                    |                  | 4 255               | 868                 | 5 123 |
| 2007   | 3 454              | 62               | 256                 | 557                 | 4 952 |
| 2008   | 3 944              | 372              | 20                  | 479                 | 4 935 |
| 2009   | 4 835              | 663              | 32                  | 593                 | 5 673 |
| 2010   | 4 734              | 883              | 5                   | 715                 | 6 337 |
| 2011   | 4 938              | 975              | 0                   | 506                 | 6 149 |
| 2012   | 5 127              | 1 100            | 0                   | 49                  | 6 724 |
| 2013   | 5 284              | 1 090            | 0                   | 401                 | 6 775 |
| 2014   | 5 477              | 1 121            | 0                   | 559                 | 7 157 |
| 2015   | 5 528              | 1 136            | 0                   | 151                 | 6 851 |
| 2016   | 5 609              | 1 255            | 0                   | 179                 | 7 043 |
| 2017   | 5 642              | 1 249            | 0                   | 203                 | 7 094 |
| 2018   | 5 689              | 1 281            | 0                   | 220                 | 7 190 |
| 2019   | 5 603              | 1 376            | 0                   | 209                 | 7 188 |

1 Données au 31 décembre (jour de référence)
2 Filières d’études antérieures à la réforme de Bologne (filières de bachelor/master)
3 Uniquement les étudiants MAS/EMBA (CAS/DAS exclus). À partir de 2014, la statistique publiée dans les rapports d’activité de la BFH inclut également les étudiants MAS/EMBA non immatriculés.

## Personnalités liées à l'école
- Conrad Lutz